# 權現前站
權現前站（日语：／ Gongemmae eki */?）是位於三重縣松阪市嬉野權現前町，東海旅客鐵道（JR東海）的名松線車站。

## 歷史
- 1929年（昭和4年）8月25日 - 國鐵名松線松阪至此站之間開通，此站啟用[1]。當時為一般車站。
- 1930年（昭和5年）3月30日 - 名松線此站至井關站之間開通。
- 1963年（昭和38年）4月1日 - 終止貨物和行李起卸業務。
- 1987年（昭和62年）4月1日 - 伴隨國鐵分割民營化，車站由東海旅客鐵道（JR東海）營運[1]。

## 車站構造
車站是一座地面車站，設有1面1線的單式月台。月台位於路軌東邊。
此站是由松阪站管理的無人車站。月台上只有候車室。曾經此站設有側線，當時可進行列車交會。現時進站前上下行線處設有小彎位，這是由站內原本是雙線鐵路遺留下來的設計。

## 利用狀況
根據「三重縣統計書」，以下為1日平均乘車人次列表：
| 年度   | 1日平均 乘車人次 |
| ------ | ---------------- |
| 1997年 | 54               |
| 1998年 | 66               |
| 1999年 | 63               |
| 2000年 | 59               |
| 2001年 | 54               |
| 2002年 | 51               |
| 2003年 | 51               |
| 2004年 | 53               |
| 2005年 | 51               |
| 2006年 | 47               |
| 2007年 | 47               |
| 2008年 | 44               |
| 2009年 | 48               |
| 2010年 | 48               |
| 2011年 | 42               |
| 2012年 | 35               |
| 2013年 | 35               |
| 2014年 | 31               |
| 2015年 | 30               |
| 2016年 | 23               |
| 2017年 | 28               |
| 2018年 | 27               |
| 2019年 | 33               |

## 車站周邊
車站東邊（月台一方）設有住宅區和工場。西邊設有松阪市道，市道與路軌並行，另外也有生產混凝土產品的小工場、農田和森林。
- 松阪市嬉野地域振興局（舊嬉野町公所）
- 嬉野故鄉會館
- 松阪市嬉野圖書館（日语：松阪市図書館）
- 嬉野社會福祉中心
- 嬉野勤勞者體育館
- 嬉野郵局
- 三重縣畜產研究所
- 松阪北消防署
- 近畿日本鐵道 伊勢中原站、伊勢中川站

## 相鄰車站
東海旅客鐵道（JR東海）
名松線
上之庄－權現前－伊勢八太

## 注腳
1. 1 2 3  曾根悟（監修）. 朝日新聞出版分冊百科編集部（編集） , 编. . 週刊朝日百科. 25号 紀勢本線・参宮線・名松線. 朝日新聞出版. 2010-01-10: 26-27 （日语）.
2. ↑  三重県統計書 （页面存档备份，存于） - 三重県